# Antonio Benedetto Antonucci
Antonio Benedetto Antonucci (Subiaco, 17 settembre 1798 – Ancona, 28 gennaio 1879) è stato un cardinale e arcivescovo cattolico italiano.

## Biografia
Nacque da una famiglia originaria di Gubbio, figlio di Gregorio e di Maria Scolastica Ciaffi. Fra i suoi antenati alcuni ricoprirono la carica di gonfaloniere. Studiò a Subiaco materie umanistiche e filosofia. Al Collegio Romano ottenne il 7 settembre 1823 il dottorato in teologia, al quale aggiunse la laurea in utroque iure conseguita all'Università della Sapienza il 22 luglio 1826.
Il 22 settembre 1821 era stato ordinato presbitero. Dal 1824 fu professore di diritto civile e penale. Dal 1829 ebbe incarichi diplomatici nei Paesi Bassi, dove rimase fino al 1840.
Il 17 dicembre 1840 fu nominato vescovo di Montefeltro e il 18 luglio 1841 fu consacrato vescovo a Roma dal cardinale Luigi Lambruschini.
Il 22 luglio 1842 fu trasferito alla diocesi di Ferentino, da cui il 25 luglio 1844 fu promosso arcivescovo titolare di Tarso, con l'incarico di nunzio apostolico presso il Re di Sardegna.
Il 5 settembre 1851 fu trasferito alla diocesi di Ancona e Umana.
Papa Pio IX lo elevò al rango di cardinale nel concistoro del 15 marzo 1858 e il 18 marzo dello stesso anno ricevette il titolo dei Santi Silvestro e Martino ai Monti.
Partecipò al Concilio Vaticano I e al conclave del 1878, che elesse papa Leone XIII.
Morì ad Ancona e fu sepolto nel cimitero cittadino.

## Genealogia episcopale
La genealogia episcopale è:
- Cardinale Scipione Rebiba
- Cardinale Giulio Antonio Santori
- Cardinale Girolamo Bernerio, O.P.
- Arcivescovo Galeazzo Sanvitale
- Cardinale Ludovico Ludovisi
- Cardinale Luigi Caetani
- Cardinale Ulderico Carpegna
- Cardinale Paluzzo Paluzzi Altieri degli Albertoni
- Papa Benedetto XIII
- Papa Benedetto XIV
- Papa Clemente XIII
- Cardinale Marcantonio Colonna
- Cardinale Giacinto Sigismondo Gerdil, B.
- Cardinale Giulio Maria della Somaglia
- Cardinale Luigi Lambruschini, B.
- Cardinale Antonio Benedetto Antonucci